# Adam LaVorgna
Adam LaVorgna (New Haven, 1 de março de 1981) é um ator norte-americano.